# 프랭키 페이슨
프랭키 페이존(Frankie Faison, 영어 발음: /feɪˈzɒn/, 1949년 6월 10일 ~ )은 미국의 배우이다.

## 출연 작품

### 영화
- 구혼 작전 (1988)
- 양들의 침묵 (1991)
  - 한니발 (2001)
  - 레드 드래곤 (2002)
- 써머스비 (1993)
- 쇼타임 (2002)

### 텔레비전
- 더 와이어 (2002-08)
- 밴시 (2013-16)